# Karl von Utenhove

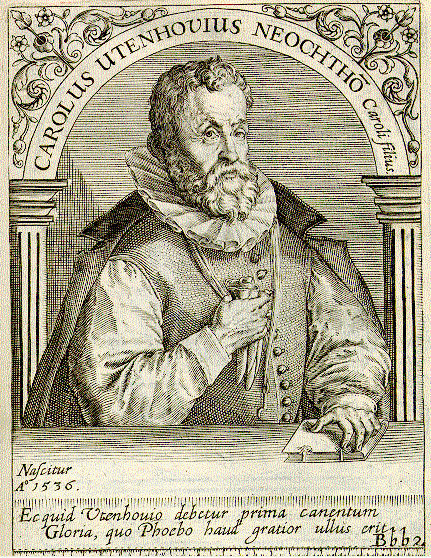
Karl von Utenhove, Kupferstich von Theodor de Bry um 1598 nach einem zeitgenössischen Porträt von Crispin de Passe d. Ä.

Karl von Utenhove, Herr van Nieuwland., auch Karel von Utenhove und Carolus von Utenhove (* 18. März 1536 in Gent; † 31. August 1600 in Köln), war ein flämischer humanistischer Gelehrter (Philologe) und Dichter, der in Basel, Paris, London und am Niederrhein wirkte.

## Leben
Von Utenhove (auch van Uytenhofen, Vtenhouius Neochthonis u. ä.) war der Sohn von Karl von Utenhove d. Ä., Herr von Merkeghem, Horsen, Nieuwland, Warenchem und Oosthoek (um 1500–1580), und Anna de Grutere († vor 1556) und der Enkel von Nicolas von Utenhove († 1527). Seiner verstorbenen Mutter Anna de Grutere widmete Karl von Utenhove ein Epitaphium. Die zweite Frau seines Vaters Karl d. Ä. war Elisabeth [Anna?] Wier, vermutlich eine Verwandte des Klever Leibarztes und Gegners der Hexenverfolgung Johann Weyer (1515–1588).
Das Stadtschloss „Utenhovesteen“ der Familie in Gent befand sich am Vrijdagmarkt 9–10 (1839 abgerissen, heute „Ons Huis“). 1557 wurde die Bibliothek Karls von Utenhove d. Ä., der 1539 und 1548 erster Schöffe (Bürgermeister) von Gent gewesen war, konfisziert. 1562 floh der Vater als verfolgter Protestant mit seiner Familie zunächst zu Herzog Wilhelm V. von Jülich-Kleve-Berg (1516–1592) und suchte dann Schutz bei Graf Hermann von Neuenahr und Moers (1520–1578) in Friemersheim (heute Duisburg-Rheinhausen).
In Gent war der flämische Philologe Johann Otho (um 1520–1581) Lehrer von Karl von Utenhove; Utenhove widmete ihm 1555 und 1556 Epigramme und 1556 ein dreiseitiges Melydrion. Mit der Tochter Johanna Otho (um 1549–nach 1621) seines Lehrers, die selbst literarisch tätig war und seit 1557 mit ihrem Vater in Duisburger Exil lebte, hatte Karl von Utenhove zeitlebens Kontakt.

### Studium in Löwen und Basel (1555 bis 1557)
Karl von Utenhove bezog 1555 zusammen mit seinem Schulfreund Bonaventura Vulcanius (1538–1614) die Universität Löwen. Noch im selben Jahr studierte er in Basel, wo er die Humanisten Sebastian Castellio (1515–1563), Bonifacius Amerbach (1495–1562) und Thomas Platter (1499–1582) kennenlernte. 1555 bis etwa 1557 war Utenhove Tischgänger bei Platter.

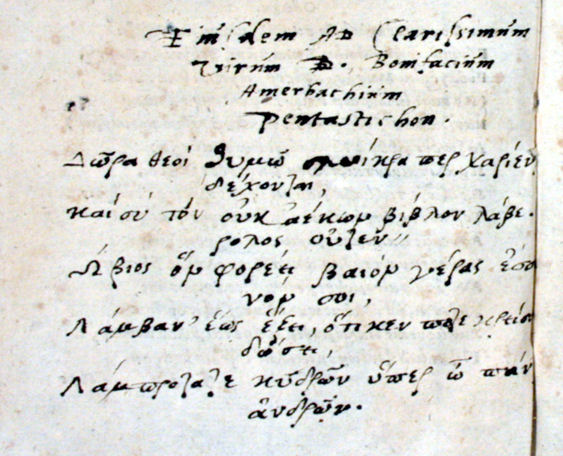
Handschriftliches „Pentastichon“ Utenhovens (Zeilen 8/9: „οὐθὲν ὁ βίος“) für Bonifacius Amerbach, 1555

Utenhove war polyglott und schrieb Gedichte in mindestens 10 Sprachen (Flämisch, Deutsch, Englisch, Französisch, Italienisch, Spanisch, Latein, Griechisch, Hebräisch und „Chaldäisch“).
Als Humanist schrieb „Uten-ho-vius“ seinen Namen oft griechisch „Οὐθὲν-ὁ-βίος“ – „drei Worte, in denen verborgen ‚Nichts ist dieses Leben‘ steckt“.
Schon in seiner ersten Basler Zeit wirkte Utenhove an Publikationen des Druckers Johannes Oporinus (1507–1568) mit und veröffentlichte kleine Beiträge in Werken von Paul Dolscius (1526–1589), Gilbert Cousin (1506–1572), Hadrian Junius (Adrian de Jonghe) (1511/12–1575), Joachim Camerarius (1500–1574), Michael Neander (1525–1595), Pierio Valeriano (1477–1558), Celio Secondo Curione (1503–1569) oder Olympia Fulvia Morata (1526–1555).

### Hauslehrer in Paris (1557 bis 1561)
Im Winter 1556/57 reiste Utenhove mit seinem Vater und seinem Bruder Johann (Jan d. J.) nach Paris und wurde Hauslehrer der Töchter Camille (1547–nach 1611), Lucrèce (1548/49–1580) und Diane (1550–1581) des berühmten Gelehrten Jean de Morel (1511–1581), seigneur de Grigny et du Plessis-le-Comte, und seiner Frau Antoinette de Loynes (1505–1567/68). Jean de Morel war ein Gläubiger des Nostradamus (1503–1566), über dessen Verse sich Utenhove spöttisch äußerte:
Nostra damus cu[m] verba damus, q[ui]a fallere Nostru[m] est,

Et cum verba damus nil nisi Nostra-damus.

Wir geben das Unsrige, wenn wir Worte geben, denn Unser ist ja zu täuschen.

Und wenn wir Worte geben – nichts anderes als ‚das-Unsrige-geben-wir‘.
Morels Haus bildete einen Mittelpunkt des kulturellen Lebens; Utenhove freundete sich dort an mit Jean Dorat (1508–1588), Adrien Turnèbe (1512–1565), Denis Lambin (1520–1572), George Buchanan (1506–1582), François Olivier (1497–1560), Michel de L’Hospital (um 1505–1573) und Mitgliedern der Dichtergruppe „La Pléiade“ um Pierre de Ronsard (1524–1585) und Joachim du Bellay (um 1522–1560). Im Winter 1558/59 besuchte Jan Kochanowski (1530–1584) Utenhove in Frankreich.
Johannes Sambucus (1531–1584) empfahl Utenhove 1560 als polyglotten und begabten Übersetzer der Dionysiaka des Nonnos von Panopolis (5. Jh. n. Chr.) in einem Brief aus Paris an Hieronymus Wolf (1516–1580).

### Gesandtschaft nach England und Schottland (1561 bis 1565)
1561 reiste er mit der französischen Gesandtschaft als Sekretär des Prälaten und Diplomaten Paul de Foix de Carmain (1528–1584) nach England und Schottland. In London gehörte Utenhove dem literarischen Kreis um Königin Elisabeth I. an. William Camden (1551–1623) bezeichnete ihn noch 1614 als „Carolus Vtenhovius my good friend“. Mit Mildred Cook Cecil, Lady Burghley (1526–1589), der Frau des Staatssekretärs William Cecil (1521–1598), die als eine der gebildetesten Frauen Englands galt, führte er einen umfangreichen Briefwechsel. Auch Philip Sidney (1554–1586), Daniel Rogers (1573–1652) und Robert Dudley, 1. Earl of Leicester (1532–1588) gehörten zu Utenhoves englischem Freundeskreis.
Zu einem Zwischenfall kam es Sylvester 1563/64 am Ende einer viermonatigen Einquartierung im Eton College, als die französische Gesandtschaft randalierte, sich nicht an die Hausordnung hielt und das College nach der Sperrstunde verlassen wollte; der Provost William Day (1529–1596) berichtete nach London, dass auch Utenhove und Dubois, der Sekretär des Botschafters, nach dem Tor-Schlüssel verlangten.
Über Paris, die Niederlande und Emden kehrte Utenhove 1565 nach Düsseldorf zurück. Nach der Rückkehr aus England besuchte er Johann und Johanna Otho in Duisburg.

### Augsburger Reichstag und Genter Bildersturm (1566)
Mitte der 1560er Jahre veröffentlichte Utenhove eine lateinische Übersetzung der Hymnen des Kallimachos. Das Werk ist nicht erhalten, wurde aber von Zeitgenossen wie François de Thoor († um 1601), Jean Dorat, Johanna Otho, Johannes Curterius (um 1546-nach 1583), Martin Hauweel oder seinem Bruder Jan Utenhove d. J. ausgiebig gewürdigt.
Während des Reichstags, der vom 23. März bis 30. Mai 1566 stattfand, hielt Utenhove sich in Augsburg auf; dort hat er Wilhelm Friedrich Lutz (1551–1597) und Hieronymus Wolf, vermutlich auch Caspar Peucer (1525–1602) und Wilhelm Xylander (1532–1576) getroffen. Orlando di Lasso (1532–1594) und Paul Melissus (1539–1602), mit denen Utenhove freundschaftlich korrespondierte, waren 1566 ebenfalls anlässlich des Reichstages in Augsburg.
Als es in Gent 1566 zu einem Bildersturm kam, reiste Utenhove im September über Antwerpen und Brüssel sofort dorthin, berichtete Ludwig von Nassau-Dillenburg (1538–1574) aus Dentergem von den Vorgängen und bat um Milde für die Bilderstürmer; Dentergem war Besitz seiner Cousine Anne d’Olhain-Estaimbourg (1532–1566). In Aalter traf er im September Katharina van den Boetzelaer († nach 1567), die eine wichtige Rolle in der calvinistischen Partei der „Geusen“ und bei der Abfassung des sog. Adelskompromiss von Breda spielte. Im August 1566 war Utenhove in Brügge.

### Studien in Basel (ab 1567)
Nach der Ankunft von Herzog Alba (1507–1582) in den Spanischen Niederlanden, kehrte Utenhove im Mai/Juni 1567 in Begleitung des englischen Gesandten Thomas Redclyffe, 3. Earl of Sussex (1525–1583) aus Antwerpen zu seinem Vater nach Friemersheim zurück. Er schrieb von dort im Juni an Pierre l'Oyseleur (1530–1590), Seigneur de Villiers et Westhove, den späteren Sekretär und Hofprediger Wilhelms von Oraniens (1533–1584). Im Juli 1567 machte Utenhove brieflich William Cecil auf die Prophezeiung „Imago Flandriae“ aufmerksam, deren Erfüllung er für das kommende Jahr 1568 erwartete. Diese Vision des Abtes Lubertus Hautscilt (1347–1417) aus Brügge war erstmals (um 1558?) von Utenhoves Lehrer Johann Otho veröffentlicht worden.
Utenhove versuchte zunächst vergeblich, in Köln Fuß zu fassen. Er erteilte Sprachunterricht, musste aber als Protestant die Stadt verlassen. Als er ohne Erlaubnis des Rates zurückkehrte, wurde er kurzzeitig ins Gefängnis geworfen.
1567 reiste Utenhove nach Basel, um Heinrich Bullinger (1504–1575) zu besuchen, und immatrikulierte sich 1568/69 in Basel. 1568 gab Utenhove in Basel die gesammelten Gedichte „Francisanus et fratres“ seines Freundes George Buchanans heraus; als Anhang dazu veröffentlichte er seine eigene Schrift Xenia mit neulateinischen, griechischen und hebräischen Gedichten. Utenhove besorgte in Basel darüber hinaus verschiedene Publikationen anderer Personen, die in der Offizin Oporinus erschienen, als „Castigator“ und „Corrector“.
1568 wandte sich Utenhove brieflich aus Basel an Königin Elisabeth mit der Bitte, dass ihr eine Geschichte der spanischen Inquisition gewidmet werden dürfe. Das Erscheinen des Werkes Sanctae Inquisitionis Hispanicae artes aliquot (= Einige Künste der Heiligen spanischen Inquisition) von Casiodoro de Reina (um 1520–1594) wurde jedoch aus politischen Gründen von Opirinus aufgegeben, so dass es schließlich in Heidelberg gedruckt wurde.
Karl von Utenhove („Carolus Wtenhouius“) stand 1570 (Antwerpener Index) auf dem Index Librorum Prohibitorum in der 1. Klasse häretischer Schriftsteller.

### Düsseldorf (ab 1570)
1570 und 1571, vermutlich auch danach, hielt Karl von Utenhove sich in Düsseldorf auf. 1570 hat Utenhove, der “tota fere vita vagus … postremo uxore ducta…” (deutsch: „fast ein ganzes Leben als Vagabund gelebt, endlich geheiratet“) Dorat und andere humanistische Freunde schrieben „Epithalamien“ auf seine Hochzeit.
Der Klever Leibarzt Reiner Solenander (1524–1601) berichtet 1576 Wilhelm V. in seinem „Consilivm XXVI“, dass ein bestimmtes Rezept dem „Gastfreund“ Carolus Vtenhouius des Herzogs früher schon einmal („aliquando“) bei gleichen Nieren- und Milzproblemen geholfen habe.
Am 2. Mai 1574 immatrikulierte sich ein „Carolus Vtenhouius“ (zusammen mit „Nicolaus uten Hove“) in Heidelberg, 1576 in Köln, später in Padua; es dürfte sich dabei jedoch ebenso wie bei „Hanso Karolus Utenhovius“ aus Gent, der 1589/90 in Basel war, um Verwandte Karls gehandelt haben.

### Der Cousin „Karl Uutenhove“ und die reformierte Republik in Gent (1576 bis 1584)
Es wird oft vermutet, dass Utenhove nach der „Genter Pazifikation“ 1576 nach Gent zurückkehrte. Bei dem Genter Ratsherren und Bürgermeister, der zusammen mit Nikolaus und Jakob Utenhove zu den „18 beharrlichen Ratsherren“ gehörte, die 1577 bis 1584 als Calvinisten die Macht in der Stadt übernahmen, handelt es sich jedoch um den Namensvetter Karl Uutenhove, Heer van Hooghewalle en Hoogh-Seylandt († nach 1584), und zwar um einen entfernten Cousin von Karl von Utenhove. 1579, 1581 und 1583/84 gegen Ende der reformierten Republik war dieser täuferisch gesinnte Karel van Uutenhove Genter Bürgermeister (Erster Schöffe). Im August 1583 wurde er als Gesandter nach Deutschland geschickt, um flandrische Hilfe im Truchsessischen Krieg anzubieten. Er soll den Gentschen Magistrat zusammen mit dem ebenfalls taufgesinnten Schöffen Gillis Hebberecht 1584 verlassen haben, weil die Ausübung der Todesstrafe der Überzeugung der beiden widersprach. Nach einer anderen Darstellung ließ Karel Uutenhove die antispanische Schrift Een cort vertooch ende vriendelycke vermaeninghe tot alle liefde des payes veröffentlichen, was zu seiner Entlassung als Erster Schöffe führte. Der Drucker Pieter Overd’hage (1520–1604) aus Gent wurde deswegen 1585 in Pamele (Oudenaarde) von den Spaniern verhaftet und zum Tode verurteilt (später begnadigt).
In dem Relief zur Unabhängigkeitserklärung der Generalstaaten (1581) von Henri Bouchard (1875–1960) auf dem Reformationsdenkmal in Genf ist Karl Utenhove van Hoogewalle als Deputierter Flanderns dargestellt.

### Düsseldorf und Köln (bis 1600)

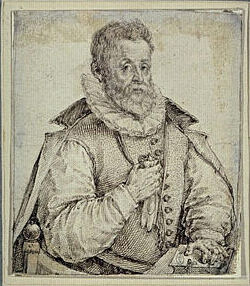
Karl von Utenhove, Porträt von Crispin de Passe d. Ä., 1595

In den folgenden Jahren hielt sich Utenhove vorwiegend in Friemersheim, in Neuss, am Jülich-Kleve-Bergischen Hof in Düsseldorf (bis etwa 1588) und in Köln auf. Franciscus Modius (1536–1597) stellte er einen Codex der Siegburger Benediktinerabtei für dessen Ausgabe der Alexandergeschichte des Quintus Curtius Rufus zur Verfügung. 1585 besuchte ihn Melissus. In Neuss und Düsseldorf war Wilhelm Fabry (1560–1634), der Begründer der wissenschaftlichen Chirurgie, ein Schüler von Utenhove.
Basilius Amerbach (1533–1591) versuchte um 1589/90 noch einmal – offenbar vergeblich –, Utenhove zu einem Wechsel als Professor für Griechisch nach Basel zu bewegen.
1590 lebte Utenhove in Köln, wo er den Spiegeler Hof in der „St. Marviren“- oder Machabäerstraße in der nördlichen Vorstadt „Niederich“ erwarb oder von seiner Adoptivtochter Anna von Palant-Breidenbent (um 1550–1599) übernahm.
1593 nahmen Utenhove und der Arzt Johann Slotan in Köln an der Obduktion von Ludwig Rochal Finger teil, bei der Wilhelm Fabry Steine in der Lunge fand. In Köln porträtierte 1595 Crispin de Passe der Ältere (1564–1637) Utenhove im Alter von 59 Jahren. Enge Freunde Utenhoves in Köln waren Mathias Quadt von Kinckelbach (1557–1613), Hartger Henot (1571–1637) oder die Humanisten Pedro Ximénez (um 1524–1595) und Jean Matal (um 1517–1597). Der reformierte Prediger Dietrich Dunck kam aus Düsseldorf nach Köln, um von Utenhove Französisch zu lernen. 1597 übernahm Utenhove das Amt des Testamentsvollstreckers des Nachlasses von Matal, der seit 1563 in Köln gelebt hatte. Johann von Lyskirchen († um 1608), der zwischen 1595 und 1607 fünfmal Kölner Bürgermeister war, hat Utenhove „seines hohen verstants wegen sonderlich in Ehren gehalten“. Lyskirchen bereitete 1598 eine Publikation des Briefwechsels Utenhoves vor, die aber offenbar nicht realisiert wurde. Das Diktat eines Hochzeitsgedicht für Constantin von Lyskirchen (1573–1632) und Gertraud von der Recke nahm Hans von Overbeck (1582–1619) 1599 für Utenhove auf.
Im Sommer 1599 erkrankten Utenhoves Frau Ursula und seine Adoptivtochter Anna schwer, konnten aber von dem herzoglichen Leibarzt Wilhelm Fabry zunächst „aus dem Rachen des Orcus“ gerettet werden. Anna von Palant erlag jedoch wenige Monate später im November 1599 in Köln der Pest. Utenhove litt in dieser Zeit stark an einer urologischen Erkrankung und bat Fabry um Hilfe, da das von den Kölner Ärzten Heinrich Botterus (1539–nach 1613) und Arnold Manlius (1530/37–1607) verabreichte „Alexipharmacum“ nicht helfe.
1600 starb Utenhove erblindet an einem Schlaganfall; seine Frau Ursula überlebte ihn. Einen Kommentar zu den Dionysiaka des Nonnos, an dem er arbeitete – sein Drucker Oporinus hatte schon 1556 aus Italien eine Handschrift des Textes erhalten, editio princeps 1569 durch Gerhard Falkenburg (um 1538–1578) –, konnte Utenhove nicht mehr abschließen. Utenhove, der sich aus den konfessionellen Auseinandersetzungen herauszuhalten suchte und vor allem erasmisch gesinnt war, wurde außerhalb der Stadt – vermutlich auf dem Geusenfriedhof oder im freien Feld vor dem Severinstor – „gantz ehrlich, durch consent des Ehrsamen Rahts mit statlicher procession vieler Edelen vnnd gelerten leuthen in Velt uff die begrebnus der Protestierenden Religions verwanten zur erden bestattet“.
1607 veröffentlichte Wilhelm Fabry als Anhang zu De Combustionibus einen Band mit Nachrufen auf Karl von Utenhove in Gedichtform (Epitaphien). Beiträger waren außer Fabry selbst Amandus Polanus von Polansdorf (1561–1610), Nicolas Viret, Johann Buxtorf der Ältere (1564–1629), Johannes Rheterius († 1606), Johannes Ulrich, Christoph Donauer (1564–1611), Lorenz Frisäus (1568–1635), Jean-Jacques Boissard, Bernhard Praetorius (1567–1616), Sebastian Hornmold der Jüngere (1562–1634), Jan Gruter, Nathanaël Chambutus, Johann Jacob Grasser (1579–1627), Matthias Quadt, Daniel Tavel († 1648), David Leclerc († 1635) und Margaretha Freher geborene Bock-Erfenstein von Gutmannsdorf.

### Briefwechsel
Ein Konvolut „Legionum Epistolarum Utenhovii hecatontas aut centuria prima“ des umfangreichen Briefwechsels Karls von Utenhofen gelangte in die Bibliothèque nationale de France (MS Lat. 18562). Es enthält Briefe und vor allem Gedichte an oder von Basilius Amerbach (1533–1591), Théodore de Bèze (1519–1605), William Cecil, 1. Baron Burghley (1521–1598), David Chyträus (1531–1600), Jean Dorat (Auratus) (1508–1588), Janus Douza (van der Does) (1545–1604), Königin Elisabeth I. (1533–1603), Gerhard Falkenburg (um 1538–1578), Marquard Freher (1565–1614), Rudolf Goclenius (1547–1628), Kardinal Antoine Perrenot de Granvelle (1517–1586), Jan Gruter (1560–1627), Johann Gymnich III. (1540–1596), Franz Junius (1545–1602), Justus Lipsius (1547–1606), Johann von Lyskirchen († um 1608), Konstantin von Lyskirchen (1500–1581), Philips van Marnix (1540–1598), Paul Melissus (1539–1602), Jean Matal (um 1517–1597), Gerhard Mercator (1512–1594), Camille Morel (1547–nach 1611), Frédéric Morel (1523–1583), Adam Henricpetri (1543–1586), Anna von Palant (um 1550–1599), Suffridus Petrus (1527–1597), Johannes Piscator (1546–1625), Felix Platter (1536–1614), Johannes Posthius (1537–1597), Heinrich Rantzau (1526–1598), Nikolaus von Reusner (1545–1602), Pierre de Ronsard (1524–1585), Henri Estienne (Henricus Stephanus II.) (1531–1598), Johannes Sturm (1507–1589), Heinrich Sudermann (1520–1591), Anna von Utenhove (um 1550–nach 1595) und Theodor Zwinger (1533–1588) und anderen.
Weitere Briefe Utenhoves sind in Sammlungen seiner Korrespondenzpartner wie Bonifacius Amerbach (1495–1562), Justus Lipsius (1547–1606), Wilhelm Fabry (1560–1634) u. a. sowie in der Staats- und Universitätsbibliothek Hamburg, der Universitätsbibliothek Basel, der Bayerischen Staatsbibliothek München, der Burgerbibliothek Bern und der Vatikanischen Bibliothek in Rom erhalten. Ein Briefwechsel mit Daniel Hermann wird 1568 erwähnt.

## Familie
Karl von Utenhove war seit 1570 verheiratet mit Ursula von Vlodrop (Floderopia u. ä.) († nach 1604), Tochter von Wilhelm IV. von Vlodrop († 1546), Herr von Grevenbicht, Rijckholt, Daelenbroeck und Reckheim, und Odilia von Hoemen († 1558), Herrin zu Odenkirchen und Leuth und Mitherrin von Reuland.

### Vlodrop
Geschwister von Ursula von Vlodrop:
- Wilhelm V. von Vlodrop († 1564), Herr zu Rickolt und Leuth, Erbbannerherr des Herzogtums Luxemburg und der Grafschaft Chiny, 1531 und 1549 mit Odenkirchen belehnt, war seit etwa 1534 verheiratet mit Anna Margaretha von der Donck (* um 1515; † um 1561), Herrin zu Bicht, Papenhoven und Wolfrath. Deren Kinder:
  - Wilhelm von Vlodrop, jung verstorben.
  - Heinrich von Vlodrop, jung verstorben.
  - Odilia von Vlodrop (* um 1540; † 1620), Erbin von Odenkirchen, seit 1559 verheiratet mit Floris (Florentz) van den Boetzelaer (Botzlar) (* um 1532; † 1573[57])[A 31], 1572 Burggraf von Odenkirchen, Herr von Aspern und Langerak, förderte die Reformation.
  - Alverade (Alberta, Alverta, Alveradis) von Vlodrop († 1606), Herrin zu Bicht, seit 1561 verheiratet I. mit Karl I. von Bronckhorst–Batenburg-Stein († 1580; ermordet in Köln)[58], Herr von Barendrecht, verheiratet II. mit Philipp von Bentinck († nach 1608), Gubernator von Venlo und Straelen.
  - Anna von Vlodrop († zwischen 1578 und 1584), Herrin von Dalenbroek, seit etwa 1564 verheiratet mit Hattard (Harthart) von Palant († 1615)[A 32], Herr zu Wiebelskirchen und Lindenberg, 1572 belehnt mit Wildenberg, später lothringischer Rat und Amtmann zu Sirck.
- Maria von Vlodrop († vor 1563), seit 1532[59] verheiratet mit Johann IV. von Palant († vor 1556), Herr zu Weisweiler, Wildenburg, Nothberg, Berghe (Laurenzberg), Amtmann von Eschweiler. Deren Kinder:
  - Johann V. von Palant († nach 1564), verheiratet mit Anna von Gertzen genannt Sintzig († 1611), Erbin zu Langendorf, war 1559 Jülicher Amtmann von Wilhelmstein und Eschweiler[60],
  - (vermutlich) Anna von Palant (* um 1550; † 1599) war eine neulateinische Dichterin.
- Hendrik († vor 1559).
- Balthasar von Vlodrop († 1567), Herr zu Odenkirchen, Mitherr zu Reuland, seit 1537 auch Herr zu Leuth, war seit etwa 1542 verheiratet mit Katharina von Bylandt († um 1575), Herrin von Well und Bergen. Er gewährte in Leuth taufgesinnten Flüchtlingen aus den Spanischen Niederlanden Unterschlupf. Ihre Kinder:
  - Wilhelm von Flodrop († um 1600/05), Herr zu Leuth und Well, Erbbannerherr des Herzogtums Luxemburg, verheiratet seit 1574 mit Johanna (Anna) von der Feltz († 1613)[61] zu Feltz und Paffendorf, Herrin zu Moersdorf, verlor als Anhänger Wilhelm von Oraniens (1533–1584) seine Güter in den spanischen Niederlanden, deren Kinder[62]
    - Adrian Balthasar von Flodrop (* um 1580; † um 1656), verheiratet mit Isabella van Dorth († 1652),
    - Johann (Hans) Wilhelm von Flodrop († 1616), 1595 immatrikuliert in Herborn,
    - Otto Heinrich von Flodrop († 1619/20),[63] 1595 immatrikuliert in Herborn,
    - Johann Bernhard von Flodrop († nach 1595), 1595 immatrikuliert in Herborn,
    - Anna Katharina von Vlodrop, verheiratet mit Werner II. von Bongart (1570–1645), Herr zu Wijnandsrade,

  - Odilia von Flodrop († nach 1566)[64], Herrin von Odenkirchen und Mitherrin zu Reuland, heiratete 1560/61 Carsilius V. von Palant († 1606), Herr zu Ruyff und Breitenbend,
  - Anna von Vlodrop (1543–1584) heiratete I. 1565 Matthias von Loë († um 1575), Herr von Wissen und Veylar, Dost zu Goch, und II. 1575 Graf Johann van Horne (1531–1606), Herr von Boxtel.
- Johanna, Nonne im Prämonstratenser-Kloster Wenau.

Eine Tante der Ursula von Vlodrop war:
- Anna [Barbara] von Vlodrop (* um 1510; † 1579), Herrin zu Reckheim, seit 1538 verheiratet mit Johann von Quadt (* um 1519; † 1570)[65], Herr zu Wickrath und Kreuzberg[A 33], Sohn von Dietrich Quad von Wickrath (* um 1492^ † 1539) und Regina Scheiffart von Merode (* um 1486; † 1523) zu Bornheim. Ihre Kinder:[66]
  - Wilhelm Quadt von Wickrath († nach 1624), Herr zu Zoppenbroich, 1574 Drost zu Ringenberg, jülischer Türwärter, seit 1571 verheiratet mit Dorothea von Loe († nach 1591) zu Wissen
  - (Johann) Steffen Quadt von Wickrath († um 1600), Herr zu Kreuzberg und Mörmter, Amtmann zu Kaiserslautern, verheiratet I. mit Susanna (Anna) Quadt von Landscron, II. mit Anna von Palant[A 34], III. um 1570 mit Elisabeth Adelheid (Alheit) von Wachtendonck
  - Alvera Quadt von Wickrath († 1609), seit 1584 verheiratet mit Ambrosius II. von Viermund (um 1550–1588), Herr zu Neersen und Anrath
  - Anna Quadt von Wickrath, verheiratet mit Johann Bock von Erfenstein († 1592), Herr zu Gutsmanndorf, kurpfälzischer Marschall, Grabmal in der Peterskirche Heidelberg
  - Elisabeth Quadt von Wickrath (* um 1545; † 1627), seit 1570 verheiratet mit Degenhard von Merode (* um 1535; † 1604), Statthalter zu Heinsberg
  - Lutter Quadt von Wickrath, Assessor am Kammergericht zu Speyer, Statthalter zu Simmern, kurpfälzischer Amtmann zu Bacharach, seit 1590 verheiratet mit Sibilla (Isabella) von Ketteler; Karl von Utenhove widmete beiden ein Hochzeitsgedicht[67]
  - Friedrich Quadt von Wickrath († nach 1580)
  - Adolph Quadt von Wickrath
  - Margaretha Quadt von Wickrath (1562–1620 oder 1631), verheiratet mit Bernhard von Oer († zwischen 1612 und 1621), Herr zu Kakesbeck
  - Otilia Quadt von Wickrath, Erbin von Baeck, verheiratet I. mit Johann von Raesfeld, II. seit etwa 1570 mit Konrad von Westerholt (* um 1522; † 1605), münsteraner Domscholaster und Kanzler

Mit der Nichte seiner Frau Ursula, Anna von Palant (Pallantia), korrespondierte Utenhove, und er förderte die Publikation ihrer Gedichte. Die Nichte 2. Grades Margaretha Bock-Erfenstein von Gutmannsdorf, Enkelin der Anna von Vlodrop, war seit 1599 die zweite Frau von Marquard Freher (1565–1614) und ebenfalls literarisch tätig. Margaretha Bock widmete 1607 „ihrem lieben Vettern vnd in der Hebreischen Sprach gewesenen Rabino oder Lehrmeister zu danckbarer gedechtnus“ ein deutsches Epitaph, das von Wilhelm Fabry veröffentlicht wurde.
Karl von Utenhove, der selbst keine Kinder hatte, adoptierte seine Nichte Anna von Palant – die im Jahr vor ihm starb – und vielleicht auch seinen Verwandten Janus Gruterus.
Um die Mitgift der Ursula von Vlodrop nach einem Erbteilungsvertrag von 1547 entspann sich ein 200-jähriger Prozess der Eheleute Utenhove und ihrer Erben vor dem Reichskammergericht.

### Utenhove

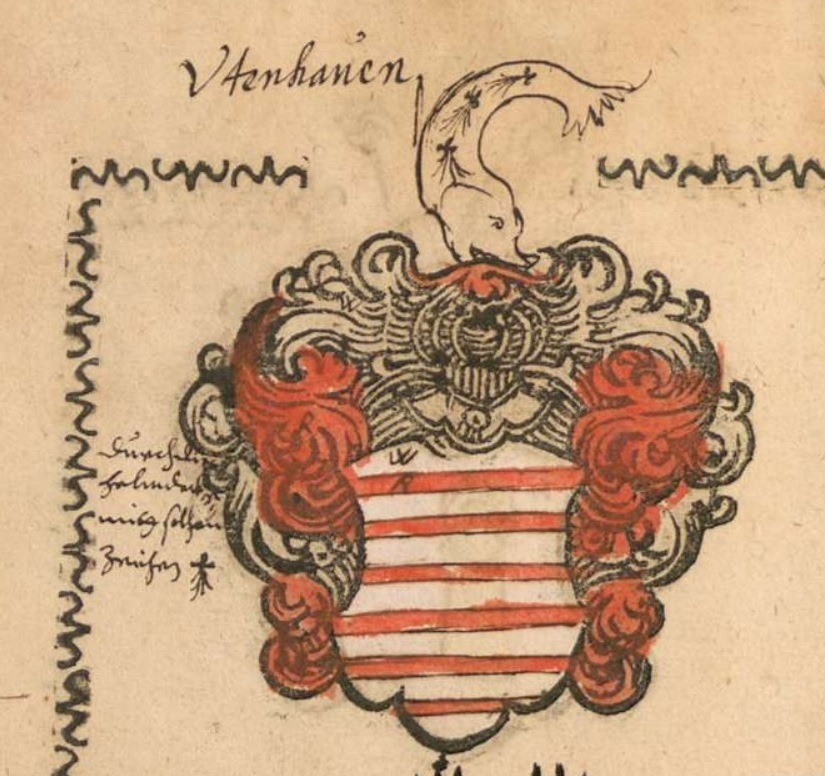
Wappen der Familie Uutenhove

siehe: Karl von Utenhove der Ältere#Familie
(zu dem Geschwistern Karls von Utenhove); zu seinem Onkel 3. Grades Jan Utenhove d. Ä. (1516/20–1565).
Utenhoves „Nichte“ Anna von Utenhove (Utenhovia) (* um 1550; † nach 1603) galt als gebildete Dichterin. Für ihren erblindeten Onkel nahm sie Diktate auf.

## Werke
Selbstständige Monographie
- (zugeschrieben; unsicher)[81] Le Trophée de la parole diuine victorieuse au pays bas. au quel est chanté l'estat, & le changement de la religion, à la gloire de Dieu, & à la confusio[n] de ses ennemis. A monsieur V. C. gentilhome G. & Poëte tresinsigne, o. O. [Gent: Guilelmus Manilus?] o. J. [1566/67?] (Digitalisat der Bayerischen Staatsbibliothek München)

Herausgeberschaften und Editionen
- (Hrsg.): Epitaphium in mortem Henrici Gallorum regis christianissimi, eius nominis secundi. per Carolus Utenhovium Gandauensem, & alios, duodecim linguis / Epitaphe sur le trespas du Roy Treschrestien Henri Roy de France, II de ce nom. en douze langues. Aultres epitaphes, par plusieurs auteurs, sur le trespas du mesme Roy. Plus, les epitaphes sur le trespas de Ioachim du Bellay, Paris: Robert Estienne 1560 (books.google.de)
- (nicht erhalten; Hrsg.): Lateinische Ausgabe der Hymnen des Kallimachos, um 1566[82]
- (Hrsg.): Georgii Bvchanani Scoti Poetae eximij Francisanus et fratres. Basel: Thomas Guarinus, 1568
- (Hrsg.): Xenia seu Ad illustrium aliquot Europae hominum nomina, Allusionum. (intertextis alicubi Ioach. Bellaij eiusdem argumenti versibus), Liber primus. Ad Elisabetham sereniß[imam]. Angl[iae]. Franc[iae]. Hib[erniae]. &c. Reginam, Basel [: Thomas Guarinus] 1568 (Digitalisat der Bayerischen Staatsbibliothek München)
- (Hrsg.): Viri Nobiliss[imi] D. Karoli, K[aroli] F[ilii], Utenhovii Nevvlandiae Domini Aliorumq[ue] Amicor[um] Carmina Gratulatoria Scripta In Honorem Simonis Toelmanni Sundatis. Pomerani Cum. Doctoralia Iuris Utriusq[ue] Insignia In Celeberrima Marpurgensi Academia Publice Consequeretur M.D.LXXXIIX. XXI. Novembr[is], Marburg: Paul Egenolff 1588
- (Hrsg.): Gratulationes scriptae Cl. viro Dn. Gosvino Merckelbachio. I. U. Doctori renunciato in Marp. Academica Panegyri 2. Septemb. M. D. XCVI. à … Domino Karolo Utenhovio, Domino in Neulandt, etc. aliis[que] Amicis, Marburg: Paul Egenolff 1596
- (Hrsg.): Mythologia Aesopica. Metro elegiaco reditta. Steinfurt: Theophil Caesar 1607 (books.google.de)

Beiträge zu Sammelwerken
- Εἰς Αδριανοῦ Ίουνίου … βιβλία ἓξ πρὸς Ιωάννην Οθωνα Έπίγραμμα (= Epigramm für Johannes Otho über die sechs Bücher des … Adrian Junius). In: Hadrian Junius:[A 35] Hadriani Ivnii Hornani medici Animadversoru[m] libri sex. Basel: Michael Isengrin 1556 (Digitalisat der Universitätsbibliothek Basel)
- Ad scholae Othonianae Iuuentutem μελὐδριον. In: Michael Neander: Aristologia Pindarica Graecolatina. Basel: Ludwig Lucius 1556, unpaginiert (3 S.) (Digitalisat der Universitätsbibliothek Basel)
- Εἰς τὰ τῆς ἁγίης γλώττης Ερωτήματα τοῦ Νεάνδρου Μελύδριον (= Melydrion über das „Lehrbuch der Heiligen Sprache“ des Neander). In: Michael Neander (Hrsg.): Κατήχησις Μαρτείνου Λουθέρου ἡ καλουμένη μικρὰ, ἑλλήνικολατίνη / Catechesis Martini Lvtheri parua, Graecolatina. Basel: Johannes Oporinus 1556, S. 242 (Digitalisat der Bayerischen Staatsbibliothek München)
  - (Wiederabdruck) In Sanctae linguae Erotemata Neandri, Μελύδριον. In: Michael Neander: Sanctae linguae Hebraeae erotemata. 2. Aufl. Basel: Bartholomaeus Franck / Johann Oporinus 1567, S. 6 (Digitalisat der Bayerischen Staatsbibliothek München) (nicht enthalten in der 1. Aufl. Basel: Johann Oporinus 1556 (Digitalisat der Universitätsbibliothek Frankfurt a. M.))
- Beitrag in: Johannes Magnus: Historiae (qua vix alia lectu jucundior) de Gothorum, Sueonumque rebus gestis. Köln: Johann Birkmann 1567[A 36]
- In Italum Funambulum in Sequanam lapsum, Aurati & Utenhoij colloquiuum. In: Adriani Turnebi variorum Poematum silva o. O. [Basel: Thomas Guarinus] o. J. [1568], S. 172f (Digitalisat der Bayerischen Staatsbibliothek München)
- Εἰς τοῦ Κικέρωνοῦ ἱστορίαν… (= Über die „Geschichte“ des Cicerone). In: Franz Fabricius:[A 37] M. Tvllii Ciceronis historia. per consvles descripta, & in annos LXIV distincta, 2. Aufl. Köln: Maternus Cholinus 1570[A 38]
  - (Wiederabdruck in:) M. Tullii Ciceronis Viri Consularis Historia. Hamburg: Zacharias Hertel 1672 (books.google.de)
- In ornatissimi viri Guielmi Mai Metagitnionis Saxonis Πολεμογραφίαν. In: Gulielmus Maius: Polemographia Belgica. Köln: Peter Keschedt 1594 (Digitalisat der Bayerischen Staatsbibliothek München)
- In Publii comoedias Terentii, totidemque Cornelii Schoenaei dramata ad Annam Palantiam et Camillam Iambici extemporales. In: Cornelius Schonaeus:[A 39] Terentius Christianus, duabus comoediis additis. Köln: Gerhard Grevenbroich 1595
- Beitrag in: Ulrich Bollinger / Paulus Schede Melissus (Hrsg.): Nonni Panopolitani poetae Graeci paraphrasis evangelica secundum D. Ioannem. carmine heroico Latino reddita … Adiecti sunt Hymni sacri quator, item argumenta in 6. libros Christiados Vidae, Speyer: Bernhard Albin 1597
- Infantia. Pueritia. Adolescentia. Virilitas. Senectus und Aetas decrepita. In: Crispin de Passe: ᾿Ανθρωπομορφώσεως εἰκόνες. Nobili ornatissimóque viro Ludouico Perezia clarissimi viri Marci F[ilii] Sal. pl. d. Crispianus Passaeus jnuentor, Köln: Crispin de Passe 1599 (Digitalisate der Herzog August Bibliothek Wolfenbüttel)

Gedichte auf Personen
- Έπίγραμμα (= Epigramm) an Paul Dolscius und Johann Otho sowie ein handschriftliches griechisches „Pentastichon“ als Widmung an Bonifacius Amerbach. In: Paul Dolscius: Δαβίδου προφήτου καὶ βασιλέως μέλος / Psalterium prophetae et regis Davidis. Basel: Johannes Oporinus 1555 (Digitalisat und Digitalisat der Universitätsbibliothek Basel)[83]
- Epitaphium Annae Grutherae, Domini Caroli Utenhouvij, D. à Marckeghem coniugis. In: Gilbert Cousin u. a.: Epitaphia, epigrammata & elegiae aliquot doctorum & illustrium virorum. o. O. [Basel: Johannes Oporinus], 1556, S. 105f (Digitalisat der Universitätsbibliothek Basel)
- ᾿Ιωάννῃ ᾿Οπωρινῷ … μελύδριον σεληναίον (= Mondnächtliches Melydrion für Johannes Oporinus). In: Joachim Camerarius d. Ä.: Commentatio explicationum omnium tragoediarum Sophoclis. Basel: Johannes Oporinus 1556 (Digitalisat der Bayerischen Staatsbibliothek München)
- Ad clariss. viros, Arnoldum Arlenium Peraxylum, & Michaelem Isingrinium, in Ioannis Pierij Valeriani Hieroglyphicῶn libros quinquagintaocto, Epigramma.[A 40] In: Pierio Valeriano: Hieroglyphica, sive, De sacris Aegyptiorvm literis commentarii. Basel: Michael Isengrin 1556 (Digitalisat der Universitätsbibliothek Basel)
  - 2. Aufl., hrsg. von Celio Augustino Curione, Basel: Thomas Guarin 1567
  - 3. Aufl., Basel: Thomas Guarin 1575
- Idem Graece fideliter expressum. In Bellaicae Mvsae et Latine & Gallicae carmina und Τοῦ αὐτοῦ εἰς Ίοαχεῖμον τὸν Βελλάϊον Άνδεῖνον, ἐπίγραμμα. In: Joachim du Bellay: Poematvm Libri Qvatvor. Paris: Frédéric Morell 1558, S. 60–62 (books.google.de)
  - (auch enthalten in:) Xenia. 1568, S. 76 und 79f (Digitalisat und Digitalisat der Bayerischen Staatsbibliothek München)
- Cantois sur le mesme subiect. Eiusdem in epithalamii argumentvm und Eiusdem. In: Joachim du Bellay: Epithalame sur le mariage de tresillustre Prince Philibert Emanuel, duc de Savoye, et tresillvstre Princesse Marguerite de France, sœur unique du Roi, et duchesse de Berry. Paris: Frédéric Morell 1559[84] (Digitalisat der Bibliothèque nationale de France Paris)
  - (Wiederabdruck in:) Joachim du Bellay: Œvres poétiques. Band V, Edition critique par Henri Chamard, Paris: Cornély-Hachette 1923, S. 199–232
- Den Roethert souckt by Utenhoeve / Alsnu te commen in den hoeve (um 1560). In: Philippe Blommaert: De Nederduitsche schryvers van Gent. I. S. van Doosselaere, Gent 1861, S. 101f (Digitalisat im Internet Archive)
- Εἰς Δημοσθένην καὶ ᾿Ιερώνυμον Βόλφιον (= Über Demosthenes und Hieronymus Wolf). In: Hieronymus Wolf (Hrsg.): M. T. Ciceronis libri tres de Officiis. Basel: Johannes Oporinus 1563, S. 1 (Digitalisat der Bayerischen Staatsbibliothek München)
  - (auch enthalten in:) Xenia 1568, S. 106 (Digitalisat der Bayerischen Staatsbibliothek München)
- Carolus Utenhovius hospiti. In: Johannes Corputius: Veriss[ima] exactiss[ima]q[ue] topographia Duisburgi urbis. o. O. 1566
  - (Nachdruck in:) Günter von Roden: Duisburg im Jahre 1566. Der Stadtplan des Johannes Corputius (Duisburger Forschungen 6), Duisburg: W. Renckhoff 1964
- Ad eruditiss. medicos, Iulium Alexandrinum, Ioh. Cratonem medicos Caesareos, & Theodorum Zuinggerum Basiliensem, & Iacobum Utenhouium fratrem Philiatrum.[A 41] In: Luigi Mondella:[A 42] Theatrum Galeni, hoc est, Universae medicinae à Medicorum Principe Galeno diffusè sparsimque traditae Promptuarium. Basel: Eusebius Episcopius Erben 1568 (Digitalisat der Universitätsbibliothek Basel)
  - 2. Aufl. Loci communes medicinae uniservae, a medicorum principe Galeno diffuse, sparsimque traditae. Köln: Johann Gymnich III. 1587
- Car. Uenhouij Pleumosij Distichon. In: Georgii Bchanani Scoti Poetae eximij Francisanus et fratres. Basel: Thomas Guarinus, 1568, unpaginiert (Digitalisat der Bayerischen Staatsbibliothek München)
  - (Wiederabdruck) George Buchanan / Nathan Chyträus: Psalmorum Davidis paraphrasis poetica. Herborn: Christoph Raab 1590 (vgl. 4. Aufl. Herborn: Corvinus 1616 (books.google.de))
- In Iohan. Sambvcvm Pannonium, ad Iohan. Oporinum Compatrem Octastichon. Ad Augustiss. Romanorum Imperatorem Maximilianum II. etc.. Ad Eundem. Aliud in Eundem, cum Anno 1566, die 23 Martij, ad inchoandam de Comitijs Augustae indictis propositionem profisceretur und Aliud in Eundem. In: Martin Brenner[A 43] (Hrsg.): Antonii Bonfinii[A 44] rerum Ungaricarum decades quatuor. Basel: Johannes Oporinus 1568 (Digitalisat der Bayerischen Staatsbibliothek München)
- In Adrianum Turnebum. In Io. Auratum Lemovicem[A 45] und Ιωαν. τοῦ Αὐράτου / Εἰς ἄυρατον. In: Adriani Turnebi variorum Poematum silva o. O. [Basel: Thomas Guarinus] o. J. [1568], S. 2, 120 und 169f (Digitalisat, Digitalisat und Digitalisat der Bayerischen Staatsbibliothek München)
  - (teilweise auch enthalten in:) Xenia. 1568, S. 87f, 90 (Digitalisat, Digitalisat und Digitalisat der Bayerischen Staatsbibliothek München)
- In illustrissimi Clivorum Montium Iuliacique Ducis, &c. Guilielmi laudem allusio und In Iohan. Wierum illustriss. Clivorum Ducis archiatrum. In: Johann Weyer: De praestigiis daemonum. 2. Aufl. Basel: Johannes Oporinus 1568, S. 25f (Digitalisat der Herzogin Anna Amalia Bibliothek Weimar) (nicht enthalten in der 1. Aufl. 1563)
  - (auch enthalten in:) Xenia. 1568, S. 43 und 104f (Digitalisat und Digitalisat der Bayerischen Staatsbibliothek München)
  - (Französische Ausgabe) In Ioannem Wierum illustriss. Clivorum Ducis Archiatrum … Epigramma. In: Johann Weyer / Thomas Erastus: Histoires, disputes et discours, des illusions et impostures des diables, des magiciens infames, sorcieres et empoisonneurs. Genf: Jacques Chouet I. 1579 (Digitalisat der Universitätsbibliothek Basel)
- Εἰς χαλκοτυπίαν μουσῶν μητέρα ….[A 46] In: Wilhelm Xylander (Hrsg.): Stephanus De urbibus. Basel: Johannes Oporinus 1568, unpaginiert (Digitalisat der Universitätsbibliothek Basel)
- Epigramm an ᾿Ιωάννης Λέων-Κλέος (= Johannes Löwenklau). In: Johannes Löwenklau: Ξενοφώντος ἅπαντα τὰ σωζόμενα βιβλία / Xenophontis et imperatoris & philosophi clarissimi omnia, quae extant, opera. Basel: Thomas Guarin 1569 (Digitalisat der Bayerischen Staatsbibliothek München)
  - 2. Aufl. Frankfurt am Main: Andreas Wechel 1594
- Epitaphe auf Johannes Oporinus in Andreas Jociscus:[A 47] Oratio de ortu, vita, et obitu Ioannis Oporini Basiliensis. Straßburg: Theodosius Rihel 1569 (books.google.de)
- Einleitendes Distichon. In: Hieronymus Wolf (Hrsg.): Demosthenis et Aeschinis Principum Graeciae Oratorum Opera. Band I, Basel: Johannes Herwagen / Eusebius Episcopius 1572, unpaginiert (Digitalisat der Bayerischen Staatsbibliothek München)

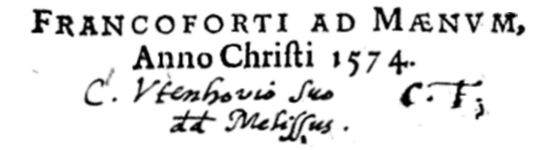
Eigenhändige Widmung Melissus’ an Utenhove

- Εἰς παῦλον μέλισσον σχέδιον μελύδριον (= Melydrion über Paulus Melissus Schedius), Idem … secundo Allusionum libro. Utenhovius respondet. Responsvm Utenhovii. Melisso suo mellitissimo. Melisso Laurigero. Melisso V. eruditiss. und Melisso liberrimo. In: Paul Melissus / Felix Fiedler:[A 48] Schediasmata poetica. Item Fidleri Flumina. Frankfurt am Main: Georg Corvinius 1574, unpaginiert (books.google.de), S. 151–153 (books.google.de) und 180–183 (books.google.de)[A 49]
- Antiquitatis uberrimae instauratori Huberto Goltzio in amicita Symbolum scripsit Brugis Anno M. D. LXVI. Prid. Id. Aug. In: Hubert Goltzius:[A 50] Caecar Auguustus sive Historiae Imperatorum Caesarumque Romanorum ex antiquis numismatibus restitutae liber secundns. Brügge 1574 (books.google.de)
- Beitrag in: Paul Melissus: Melissi Schediasmatum Reliquiae. Frankfurt a. M.: Georg Rab 1575
- Beitrag in: Heinrich Husanus: Henrici Husani Iurisconsulti Horarum succisivarum sive imaginum Mosaicarum Libri dvo. Elegarivm libri totidem, Teil II. Jakob Lucius, Rostock 1577, S. 113f (Digitalisat der Österreichischen Staatsbibliothek Wien)
- Ad Franciscum Modivm in Maphei vellus aureum. In: Franciscus Modius: Maphei Vegii Laudensis Astyanax & Vellus Aureum. Köln: Maternus Cholinus 1579, unpaginiert (Digitalisat der Bayerischen Staatsbibliothek München)
- In I. Posthii Parerga Poetica. In: Johannes Posthius (Hrsg.): Parerga poetica. Würzburg: Heinrich von Aich 1580
  - 2. Aufl. In I. Posthii Parerga Poetica und In Ioannis Posthii Parergorum Poeticorum secundam editionem. In: Johannes Posthius (Hrsg.): Parergorum poeticorum. Band I, o. O. [Heidelberg]: Hieronymus Commelin 1595, S. 339
- N. Revsnero Leorino (Neuss, 31. August 1580). In: Nikolaus von Reusner: Emblemata Nicolai Reusneri I[uris]C[onsulenti] partim ethica, et physica: partim vero Historica, & Hieroglyphica. Frankfurt am Main: Johann und Sigmund Feyerabend 1581, S. 365f[85] (Digitalisat der Universität Mannheim)
- Ad sereniss. iuxta ac eruditiss. Angliae Reginam Elizabetham, in Alcestin Epigramma. In: George Buchanan (Übersetzer und Hrsg.): Alcestis Evripidis. Wittenberg: Matthäus Welack 1581, S. 4f (Digitalisat der Bayerischen Staatsbibliothek München)
- Beitrag in: Johannes Piscator: Animaduersiones Ioan. Piscatoris Arg. in Dialecticam P. Rami. Frankfurt am Main: Andreas Wechel 1582
  - 2. Aufl. Frankfurt am Main: Andreas Wechel 1593
- Virtute generisque aviti imaginib. iuxta claro Christophoro à Wylich Gronsteinij Domino.[A 51] In: Pierre Boaistuau: Le Théàtre Dv Monde … / Weltlicher Schawplatz …. Würzburg: Heinrich von Aich 1588 (books.google.de)
- Beitrag in: Giovanni Mariani: Antigramma Respondens ad Programmati M. Oveni Gyntheri, quo P. Ramum caussa indicta. Frankfurt am Main: Johann Wechel 1589
- Beitrag in: Hugo Donellus: Commentarii de iure civili. Frankfurt am Main: Andreas Wechel 1589
  - 2. Aufl. Commentariorum Iuris Civilis Libri viginti octo. hrsg. von Scipione Gentili, Hannover: Andreas Wechel / Claude de Marne / Johannes Aubry 1612
- Epigramm ex Allusionum eius libro secundo. In: Suffridus Petrus: De Frisorvm antiqvitate et origine libri tres. Köln: Arnold Mylius 1590 (books.google.de)
- Ad N. Reusnervm. In: Nikolaus von Reusner: Operum Nicolai Reusneri Leorini Silesii iuirisconsulti et consiliarii Saxonici. Band III, Jena: Tobias Steinmann 1593, S. 180 (Digitalisat der Universität Mannheim)
- Epigramm. In: Suffridus Petrus: De scriptoribus Frisiae, Decades xvj. & semis. Köln: Heinrich Falkenburg 1593 (books.google.de)
- Εὐχὴ γαμική, Musicis numeris donanda, & in convivio canenda. In: Janus Gruter u. a.: Epithalamia Marquardi Freheri Marq. f. Hieron. n. et Catharinae Wierae Henr. f. Johan. n. Heidelberg 1593, S. 43 (Digitalisat der Universitäts- und Stadtbibliothek Köln)
- Beitrag in: Matthias Quad / Georg Sabinus: Europae totius orbis terrarum partis praestantissimae, universalis et particularis descriptio. Köln: Lambert Andreae 1594/96
- Epigramm auf Petrus Ramus, in: Rudolph Snellius: Commentarius doctissimus in dialecticam Petri Rami. Herborn: Christoph Raab 1592 (Digitalisat der Staatsbibliothek Berlin)
- Beitrag in: Paulus Schede Melissus (Hrsg.): Martino Braschio et Anne Schachtiae, Sponsis Gratulantur amici exteri. Rostock: Augustin Ferber d. Ä. 1595
- In idem. In: Jakob Monau (Hrsg.): Symbolum Iacobi Monawi. Ipse faciet variis variorum auctorum carminibus expressvm et decoratum. Cum nonnullis appendicibus, Görlitz: Johannes Rhamba 1595, S. 222f (Digitalisat der Universitäts- und Landesbibliothek Sachsen-Anhalt)
- Beitrag in: Georg Piterich: Annus ecclesiasticus. Frankfurt am Main: Nikolaus Basse 1596
- Ad genere a vito propriaque nobilem virtute Lodovicum Perez Marco satum.[A 52] In: Giovanni Botero: Commentariolus parallelos, sive Libellus assertorius … Cum Karoli Utenhovij Neochthonis Praefatione …, Köln: Lambert Andreae 1597, unpaginiert (daten.digitale-sammlungen.de).
- Fastos in Immanuuelidae Dimetrii. Caroli Utenhovij Octostichon Neochtonis. In: Emanuel van Meteren: Historia Belgica Nostri Potissimvm Temporis. o. O. [Köln] 1598, unpaginiert (books.google.de).
- Clarissimis Viris Simoni Toelmanno IC. & Georgio Loysio LL. Cand.. K. V. N. In: Georg Loysius: Pervigilium Mercurii, in quo agitur de praestantissimis peregrinantis… Praeterea … carmina … à Ios. Scalingero, Iul. Caes. F., Iano Dousa, & Karol[o] Kar[oli] Utenhovio F[ilii] scripta, Hof 1598.
- Lobgedichte auf Jacob Melsdorp. In: Jacob Melsdorp: Artis Scribendi scite quasi libamentum. Köln 1598
- Katharinae Wierae Freheriados Manibus. In: Marquard Freher: De Luctu Minuendo, Et Desiderio Praemissae Coniugis Solando, Epistola Ad Iohannem Munsterum, Praefectum Wiedanum. Epitaphium Catharinae Wierae. Heidelberg 1599 (Digitalisat der Bayerischen Staatsbibliothek München)
- Ad D. Antonium Dunkium. In: Anton Dunck:[A 53] Carmina, Pietate, Virtute, Doctrina ornatissimo Dn. Antonio Dunckio Venlonio Belgae … Heinrico Ivsto rectore … Petro Ryffio,… in inclyta Rauracorum academia, per … Casparvm Bavhinvm, Basel: Johann Schröter 1600 (Digitalisat der Universitätsbibliothek Basel)

Übersetzungen von Gedichten
- Übersetzungen von griechischen Hymni und Epigrammata ins Lateinische, in: Olympia Fulvia Morata: Orationes, Dialogi, Epistolae, Carmina, tam Latina quam Graeca. hrsg. von Celio Secondo Curione, Basel: Peter Perna 1558.
- Lateinische Übersetzung von 3 Disticha des Jean Dorat. In: Hippocratis aphorismi Graece et Latine. Lyon: Johannes Turnaesius 1580
- Griechische Übersetzung eines Distichons von Joachim Camerarius. In: Paul Melissus / Felix Fiedler: Schediasmata poetica. Item Fidleri Flumina. Frankfurt am Main: Georg Corvinius 1574, unpaginiert (books.google.de).

Briefwechsel
- (Publikation vorbereitet) Epistolarum centuria. hrsg. von Johann von Lyskirchen, Köln: Johannes Gymnich III. 1598[86]